# Textielprijs Vichte
De Textielprijs Vichte is een jaarlijkse wielerwedstrijd in het West-Vlaamse Vichte die sinds 1928 georganiseerd wordt.

## Lijst van winnaars

### Meervoudige winnaars
| Zeges | Renner               | Jaren                              |
| ----- | -------------------- | ---------------------------------- |
| 6     | Alfred Hamerlinck    | 1928, 1931, 1932, 1933, 1934, 1935 |
| 3     | Iljo Keisse          | 2007, 2008, 2017                   |
| 2     | Rik Van Looy         | 1962, 1964                         |
| 2     | Eric De Munster      | 1966, 1970                         |
| 2     | Arthur Van De Vijver | 1973, 1977                         |
| 2     | Hans De Meester      | 1993, 1996                         |
| 2     | Dries De Bondt       | 2022, 2023                         |

### Overwinningen per land
| Overwinningen | Land                                               |
| ------------- | -------------------------------------------------- |
| 81            | België                                             |
| 6             | Nederland                                          |
| 1             | Duitsland, Frankrijk Litouwen, Verenigd Koninkrijk |